# Alexander von Falkenhausen
Alexander von Falkenhausen, nemški general, * 29. oktober 1878, † 31. julij 1966.